# سیارک ۱۵۳۸۹
سیارک ۱۵۳۸۹ (به انگلیسی: 15389 Geflorsch، نامگذاری:1997TL6) پانزده هزار و سیصد و هشتاد و نهمین سیارک کشف شده‌است که در ۲ اکتبر ۱۹۹۷ کشف شد.
قدر مطلق سیارک برابر ۱۵٫۱ است.